# Campionato sudamericano maschile under 21 di pallavolo 2014
Il campionato sudamericano maschile under 21 di pallavolo 2014 si è svolto dal 27 al 31 agosto 2014 a Saquarema, in Brasile: al torneo hanno partecipato otto squadre nazionali under 21 sudamericane e la vittoria finale è andata per la diciottesima volta al Brasile.

## Impianti
|                                                                       |  |  |
|                                                                       |  |  |
| Centro de Voleibol Città: Saquarema Capienza: - Anno d'apertura: 2001 |  |  |

## Regolamento

### Formula
Le squadre hanno disputato una prima fase a gironi con formula del girone all'italiana; al termine della prima fase:
- Le prime due classificate di ogni girone hanno acceduto alla fase finale per il primo posto strutturata in semifinali, finale per il terzo posto e finale.
- Le ultime due classificate di ogni girone hanno acceduto alla finale per il quinto posto strutturata in semifinali, finale per il settimo posto e finale per il quinto posto.

### Criteri di classifica
Se il risultato finale è stato di 3-0 o 3-1 sono stati assegnati 3 punti alla squadra vincente e 0 a quella sconfitta, se il risultato finale è stato di 3-2 sono stati assegnati 2 punti alla squadra vincente e 1 a quella sconfitta.
L'ordine del posizionamento in classifica è stato definito in base a:
- Numero di partite vinte;
- Punti;
- Ratio dei set vinti/persi;
- Ratio dei punti realizzati/subiti;
- Risultati degli scontri diretti.

## Squadre partecipanti
| Squadra   | Qualificazione | Ultima partecipazione |
| --------- | -------------- | --------------------- |
| Argentina | -              | Brasile 2012          |
| Brasile   | -              | Brasile 2012          |
| Cile      | -              | Brasile 2012          |
| Colombia  | -              | Brasile 2012          |
| Ecuador   | -              | Brasile 2008          |
| Paraguay  | -              | Cile 2010             |
| Perù      | -              | Brasile 2012          |
| Uruguay   | -              | Brasile 2012          |

## Torneo

### Fase a gironi
| Gruppo A | Gruppo B  |
| -------- | --------- |
| Brasile  | Argentina |
| Colombia | Cile      |
| Ecuador  | Paraguay  |
| Perù     | Uruguay   |

#### Gruppo A

##### Risultati
| 27 agosto 2014 Centro de Voleibol, Saquarema Durata: 1h:05 - Spettatori: ? | Colombia | 3 - 0 | Perù     | 25-14, 25-22, 25-16        |
| 27 agosto 2014 Centro de Voleibol, Saquarema Durata: 1h:06 - Spettatori: ? | Brasile  | 3 - 0 | Ecuador  | 25-19, 25-11, 25-14        |
| 28 agosto 2014 Centro de Voleibol, Saquarema Durata: 1h:47 - Spettatori: ? | Perù     | 1 - 3 | Ecuador  | 16-25, 23-25, 28-26, 16-25 |
| 28 agosto 2014 Centro de Voleibol, Saquarema Durata: 1h:19 - Spettatori: ? | Colombia | 0 - 3 | Brasile  | 13-25, 17-25, 16-25        |
| 29 agosto 2014 Centro de Voleibol, Saquarema Durata: 1h:27 - Spettatori: ? | Ecuador  | 0 - 3 | Colombia | 18-25, 23-25, 21-25        |
| 29 agosto 2014 Centro de Voleibol, Saquarema Durata: 1h:12 - Spettatori: ? | Brasile  | 3 - 0 | Perù     | 25-13, 25-20, 25-15        |

##### Classifica
| Pos | Squadra  | Pt | G | V | P | SV | SP | Ratio | PF  | PS  | Ratio |
| --- | -------- | -- | - | - | - | -- | -- | ----- | --- | --- | ----- |
| 1   | Brasile  | 9  | 3 | 3 | 0 | 9  | 0  | MAX   | 225 | 128 | 1.630 |
| 2   | Colombia | 6  | 3 | 2 | 1 | 6  | 3  | 2.000 | 196 | 189 | 1.037 |
| 3   | Ecuador  | 3  | 3 | 1 | 2 | 3  | 7  | 0.429 | 207 | 233 | 0.888 |
| 4   | Perù     | 0  | 3 | 0 | 3 | 1  | 9  | 0.111 | 183 | 251 | 0.729 |

#### Gruppo B

##### Risultati
| 27 agosto 2014 Centro de Voleibol, Saquarema Durata: 1h:16 - Spettatori: ? | Cile      | 3 - 0 | Uruguay   | 25-14, 25-18, 25-16        |
| 27 agosto 2014 Centro de Voleibol, Saquarema Durata: 1h:05 - Spettatori: ? | Argentina | 3 - 0 | Paraguay  | 25-9, 25-7, 25-1           |
| 28 agosto 2014 Centro de Voleibol, Saquarema Durata: 1h:07 - Spettatori: ? | Cile      | 3 - 0 | Paraguay  | 25-14, 25-12, 25-12        |
| 28 agosto 2014 Centro de Voleibol, Saquarema Durata: 1h:02 - Spettatori: ? | Uruguay   | 0 - 3 | Argentina | 12-25, 7-25, 8-25          |
| 29 agosto 2014 Centro de Voleibol, Saquarema Durata: 1h:21 - Spettatori: ? | Paraguay  | 3 - 0 | Uruguay   | 25-18, 25-20, 25-19        |
| 29 agosto 2014 Centro de Voleibol, Saquarema Durata: 1h:55 - Spettatori: ? | Argentina | 3 - 1 | Cile      | 27-25, 26-28, 25-15, 25-19 |

##### Classifica
| Pos | Squadra   | Pt | G | V | P | SV | SP | Ratio | PF  | PS  | Ratio |
| --- | --------- | -- | - | - | - | -- | -- | ----- | --- | --- | ----- |
| 1   | Argentina | 9  | 3 | 3 | 0 | 9  | 1  | 9.000 | 253 | 141 | 1.794 |
| 2   | Cile      | 6  | 3 | 2 | 1 | 7  | 3  | 2.333 | 237 | 189 | 1.254 |
| 3   | Paraguay  | 3  | 3 | 1 | 2 | 3  | 6  | 0.500 | 140 | 207 | 0.676 |
| 4   | Uruguay   | 0  | 3 | 0 | 3 | 0  | 9  | 0.000 | 127 | 225 | 0.564 |

### Fase finale

#### Finali 1º e 3º posto
|  | Semifinali | Semifinali | Semifinali |           |         | 1º/2º posto | 1º/2º posto | 1º/2º posto |  |
|  |            |            |            |           |         |             |             |             |  |
|  | Brasile    | Brasile    | 3          |           |         |             |             |             |  |
|  | Brasile    | Brasile    | 3          |           |         |             |             |             |  |
|  | Cile       | Cile       | 0          |           |         |             |             |             |  |
|  | Cile       | Cile       | 0          |           | Brasile | Brasile     | 3           |             |  |
|  |            |            |            |           | Brasile | Brasile     | 3           |             |  |
|  |            |            | Argentina  | Argentina | 0       |             |             |             |  |
|  | Argentina  | Argentina  | Argentina  | Argentina | 0       | 3           |             |             |  |
|  | Argentina  | Argentina  |            |           |         | 3           |             |             |  |
|  | Colombia   | Colombia   | 0          |           |         | 3º/4º posto | 3º/4º posto | 3º/4º posto |  |
|  | Colombia   | Colombia   | 0          |           |         |             |             |             |  |
|  |            |            |            |           |         |             |             |             |  |
|  |            |            |            |           |         | Cile        | Cile        | 3           |  |
|  |            |            |            |           |         | Cile        | Cile        | 3           |  |
|  |            |            |            |           |         | Colombia    | Colombia    | 1           |  |

##### Semifinali
| 30 agosto 2014 Centro de Voleibol, Saquarema Durata: 1h:15 - Spettatori: ? | Brasile   | 3 - 0 | Cile     | 25-18, 25-13, 25-10 |
| 29 agosto 2014 Centro de Voleibol, Saquarema Durata: 1h:30 - Spettatori: ? | Argentina | 3 - 0 | Colombia | 25-23, 25-15, 25-21 |

##### Finale 3º posto
| 31 agosto 2014 Centro de Voleibol, Saquarema Durata: 1h:57 - Spettatori: ? | Cile | 3 - 1 | Colombia | 18-25, 25-19, 25-23, 28-26 |

##### Finale
| 31 agosto 2014 Centro de Voleibol, Saquarema Durata: ? - Spettatori: ? | Brasile | 3 - 0 | Argentina | 25-21, 25-16, 25-22 |

#### Finali 5º e 7º posto
|  | Semifinali | Semifinali | Semifinali |      |         | 5º/6º posto | 5º/6º posto | 5º/6º posto |  |
|  |            |            |            |      |         |             |             |             |  |
|  | Ecuador    | Ecuador    | 3          |      |         |             |             |             |  |
|  | Ecuador    | Ecuador    | 3          |      |         |             |             |             |  |
|  | Uruguay    | Uruguay    | 1          |      |         |             |             |             |  |
|  | Uruguay    | Uruguay    | 1          |      | Ecuador | Ecuador     | 3           |             |  |
|  |            |            |            |      | Ecuador | Ecuador     | 3           |             |  |
|  |            |            | Perù       | Perù | 0       |             |             |             |  |
|  | Paraguay   | Paraguay   | Perù       | Perù | 0       | 2           |             |             |  |
|  | Paraguay   | Paraguay   |            |      |         | 2           |             |             |  |
|  | Perù       | Perù       | 3          |      |         | 7º/8º posto | 7º/8º posto | 7º/8º posto |  |
|  | Perù       | Perù       | 3          |      |         |             |             |             |  |
|  |            |            |            |      |         |             |             |             |  |
|  |            |            |            |      |         | Uruguay     | Uruguay     | 2           |  |
|  |            |            |            |      |         | Uruguay     | Uruguay     | 2           |  |
|  |            |            |            |      |         | Paraguay    | Paraguay    | 3           |  |

##### Semifinali
| 30 agosto 2014 Centro de Voleibol, Saquarema Durata: 1h:53 - Spettatori: ? | Ecuador  | 3 - 1 | Uruguay | 25-15, 22-25, 25-23, 25-22        |
| 30 agosto 2014 Centro de Voleibol, Saquarema Durata: 2h:19 - Spettatori: ? | Paraguay | 2 - 3 | Perù    | 16-25, 21-25, 25-23, 25-23, 14-16 |

##### Finale 7º posto
| 31 agosto 2014 Centro de Voleibol, Saquarema Durata: 2h:13 - Spettatori: ? | Uruguay | 2 - 3 | Paraguay | 21-25, 25-20, 21-25, 25-21, 9-15 |

##### Finale 5º posto
| 31 agosto 2014 Centro de Voleibol, Saquarema Durata: 1h:12 - Spettatori: ? | Ecuador | 3 - 0 | Perù | 25-20, 25-22, 25-23 |

## Classifica finale
| Pos | Squadre   | Qualificazione                    |
| --- | --------- | --------------------------------- |
|     | Brasile   | Campionato mondiale Under-21 2015 |
|     | Argentina | Campionato mondiale Under-21 2015 |
|     | Cile      |                                   |
| 4   | Colombia  |                                   |
| 5   | Ecuador   |                                   |
| 6   | Perù      |                                   |
| 7   | Paraguay  |                                   |
| 8   | Uruguay   |                                   |

## Premi individuali
| Premio                | Nome                | Squadra   |
| --------------------- | ------------------- | --------- |
| MVP                   | Douglas de Souza    | Brasile   |
| Miglior palleggiatore | Fernando Kreling    | Brasile   |
| Miglior opposto       | Lucas Madolaz       | Brasile   |
| Miglior schiacciatore | Dušan Bonačić       | Cile      |
| Miglior schiacciatore | Nicolás Lazo        | Argentina |
| Miglior centrale      | Nicolas Santos      | Brasile   |
| Miglior centrale      | Joaquín Gallego     | Argentina |
| Miglior libero        | Rogério de Carvalho | Brasile   |